# Marius Tincu
Marius Tincu (ur. 7 kwietnia 1978 w Vânători) – rumuński rugbysta od stycznia 2007 roku posiadający także obywatelstwo francuskie. Ostatnio występował na pozycji młynarza we francuskim klubie USA Perpignan. Tincu był także kapitanem reprezentacji Rumunii.

## Kariera sportowa
Tincu po raz pierwszy został dostrzeżony w Rumunii, jednak zdecydowaną większość sportowej kariery spędził we Francji. Występował kolejno w Rouen, La Teste oraz Section Paloise, po czym w 2005 roku trafił do USA Perpignan, z którym w 2009 roku został mistrzem Francji.
W reprezentacji Rumunii zadebiutował 3 lutego 2002 roku w wygranym 44:17 meczu z Portugalią. Z rumuńską kadrą występował podczas turnieju o Puchar Świata w 2003, 2007 (4 mecze, 3 przyłożenia) i 2011 (4 mecze) roku.
W październiku 2008 roku Tincu został zawieszony na 18 tygodni po tym, jak uznano go winnym przewinienia ataku na oczy w meczu Pucharu Heinekena z Ospreys.